# Трембовецький Іван Юрійович
Іва́н Ю́рійович Трембове́цький (народився 18 лютого 1983) — молодший сержант Збройних сил України, учасник російсько-української війни.

## Короткий життєпис
2002 року пройшов строкову службу в 95-й бригаді. Працівник телеканалу «2+2», випусковий редактор, одночасно на каналі «ТЕТ». Мобілізований у першій хвилі — навесні 2014 року. У травні разом з підрозділом Національної гвардії воювали за гору Карачун, стояв на блокпосту під Димитровим. В складі 95-ї бригади у жовтні 2014-го прибув до Пісків, розвідник. Постійно брав участь у ротаціях до Донецького аеропорту протягом 2 місяців. Пробивався з боями із Дебальцевого, поранений і контужений. Демобілізований весною 2015-го, повернувся на телеканал.
На виборах до Київської міської ради 2015 року балотувався від Партії рішучих громадян. На час виборів був безробітним, проживав у Києві.

## Нагороди
За особисту мужність, сумлінне та бездоганне служіння Українському народові, зразкове виконання військового обов'язку відзначений — нагороджений
- 10 жовтня 2015 року — орденом «За мужність» III ступеня.
- медаллю «Захиснику Вітчизни»[2].